# Cambio climático en África

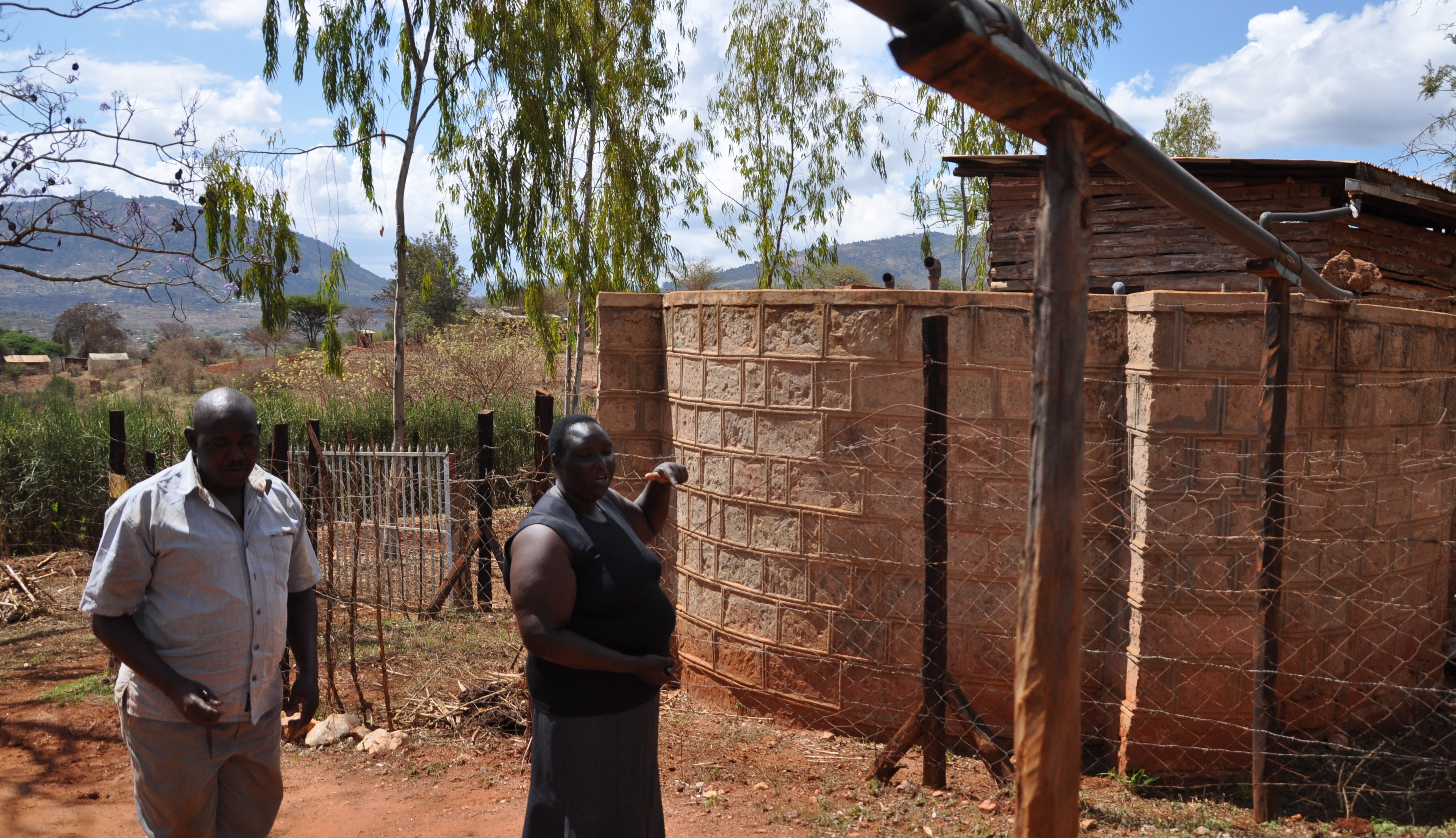
Agricultura climáticamente inteligente y recolección de agua de lluvia en el condado de Machakos, Kenia.

El cambio climático en África es una amenaza cada vez más grave para el continente, ya que África es uno de los continentes más vulnerables al cambio climático. El cambio climático antropogénico ya afecta significativamente a África. Según el Panel Intergubernamental sobre Cambio Climático, la vulnerabilidad de África al cambio climático está impulsada por una serie de factores que incluyen una capacidad de adaptación débil, una alta dependencia de los bienes de los ecosistemas para los medios de vida y sistemas de producción agrícola poco desarrollados. Los riesgos del cambio climático sobre la producción agrícola, la seguridad alimentaria, los recursos hídricos y los servicios de los ecosistemas probablemente tendrán consecuencias cada vez más graves en la vida y las perspectivas de desarrollo sostenible en África. La gestión de este riesgo requiere la integración de estrategias de mitigación y adaptación en la gestión de los bienes y servicios de los ecosistemas y los sistemas de producción agrícola en África.
En las próximas décadas, se espera un calentamiento debido al cambio climático en casi toda la superficie de la Tierra, y la precipitación media global aumentará. Se espera que los efectos regionales sobre las precipitaciones en los trópicos sean mucho más variables espacialmente y hay menos seguridad respecto del aumento o disminución de las precipitaciones, pero hay certeza de que habrá cambios. Las temperaturas superficiales observadas han aumentado en África desde finales del siglo XIX hasta principios del siglo XXI en aproximadamente 1 °C. En ciertos lugares, la temperatura ha aumentado todavía más, por ejemplo en el Sahel la temperatura mínima ha aumentado hasta 3 °C al final de la estación seca. Las tendencias de precipitación observadas indican discrepancias espaciales y temporales. Los cambios observados en temperatura y precipitación varían regionalmente.
En términos de esfuerzos de adaptación, los actores a nivel regional están logrando algunos avances. Esto incluye el desarrollo y adopción de varias estrategias regionales de adaptación al cambio climático, por ejemplo, el Reporte de Políticas sobe Cambio Climático de la Comunidad de Desarrollo de África Austral (SADC, por sus siglas en inglés) y la estrategia de adaptación para el sector del agua. Además, se han realizado otros esfuerzos para mejorar la adaptación al cambio climático, como el Programa tripatito de Adaptación y Mitigación del Cambio Climático en África Oriental y Meridional (COMESA-EAC-SADC).
Como organización supranacional de 55 estados miembros, la Unión Africana ha propuesto 47 objetivos y acciones correspondientes en un borrador de informe de 2014 para combatir y mitigar el cambio climático en el continente. El Secretario General de las Naciones Unidas también ha declarado la necesidad de una estrecha cooperación con la Unión Africana para hacer frente al cambio climático, de acuerdo con los objetivos de desarrollo sostenible de la ONU.

## Impactos en el medio ambiente natural

### Cambios de temperatura y clima
El registro de temperaturas muestra un aumento generalizado en África desde finales del siglo XIX hasta principios del siglo XXI de alrededor de 1 °C, pero en algunas áreas la temperatura mínima observada ha aumentado hasta 3 °C, por ejemplo, en el Sahel al final de la estación seca. Los patrones de precipitación observados muestran discrepancias espaciales y temporales. Los cambios observados en las temperaturas y las precipitaciones varían regionalmente.

Mapa actual y pasado de África según la clasificación climática de Köppen para el período 1980–2016.
Mapa con las predicciones a futuro según el sistema de clasificación climática de Köppen para el período 2071–2100.

### Recursos hídricos
La calidad y la disponibilidad del agua se han deteriorado en la mayoría de las áreas de África, particularmente debido al cambio climático. Los recursos hídricos son vulnerables y tienen la posibilidad de verse fuertemente afectados por el cambio climático con vastas ramificaciones en las sociedades humanas. El IPCC predice que millones de personas en África enfrentarán de manera persistente un mayor estrés hídrico debido a la variabilidad y el cambio climático (IPCC 2013). Los cambios en los patrones de precipitación afectan directamente la escorrentía superficial y la disponibilidad de agua. Cualquier cambio en el ciclo hidrológico puede tener efectos significativos en las cuencas hidrográficas de África. Para mejorar la comprensión de los cambios pasados y futuros en la disponibilidad de agua debido al cambio climático, el Quinto Informe del IPCC recomendó utilizar la técnica de reducción de escala dinámica. El IPCC propuso utilizar los modelos climáticos del experimento regional coordinado de reducción de escala (CORDEX) que se ejecuta en un máximo de 50 km.
Es probable que el cambio climático agrave aún más la situación de las cuencas hidrográficas en África. Por ejemplo, la cuenca del Rufiji en Tanzania se encuentra en una situación de vulnerabilidad debido a la diversidad de usos del suelo y los complejos desafíos sociopolíticos.

## Impactos en las personas
El cambio climático afectará cada vez más a África debido a muchos factores. Estos impactos ya se están sintiendo y aumentarán en magnitud si no se toman medidas para reducir las emisiones globales de gases de efecto invernadero. Los impactos incluyen temperaturas más altas, sequía, patrones cambiantes de lluvia y una mayor variabilidad climática. Estas condiciones inciden en la producción y el consumo de energía. La reciente sequía en muchos países africanos, que se ha relacionado con el cambio climático, afectó negativamente tanto a la seguridad energética como al crecimiento económico en todo el continente.
África será una de las regiones más afectadas por los efectos adversos del cambio climático. Las razones de la vulnerabilidad de África son diversas e incluyen bajos niveles de capacidad de adaptación, escasa difusión de tecnologías e información pertinente para apoyar la adaptación y una alta dependencia de los agroecosistemas para los medios de vida. Muchos países de África están clasificados como países menos desarrollados, con malas condiciones socioeconómicas y, por ende, se enfrentan a desafíos particulares para responder a los impactos del cambio climático.
El Quinto Informe de Evaluación señala como riesgos de gravedad todos aquellos riesgos relacionados con los ecosistemas, la disponibilidad de agua y los sistemas agrícolas, con grandes impactos sobre la seguridad alimentaria.

### Impactos económicos

#### Agricultura
En relación con los sistemas agrícolas, la gran dependencia de la agricultura de subsistencia de secano y la escasa adopción de prácticas agrícolas climáticamente inteligentes contribuyen a los altos niveles de vulnerabilidad del sector. La situación se ve agravada por la poca confiabilidad y el acceso a los datos e información sobre el clima para respaldar las acciones de adaptación.

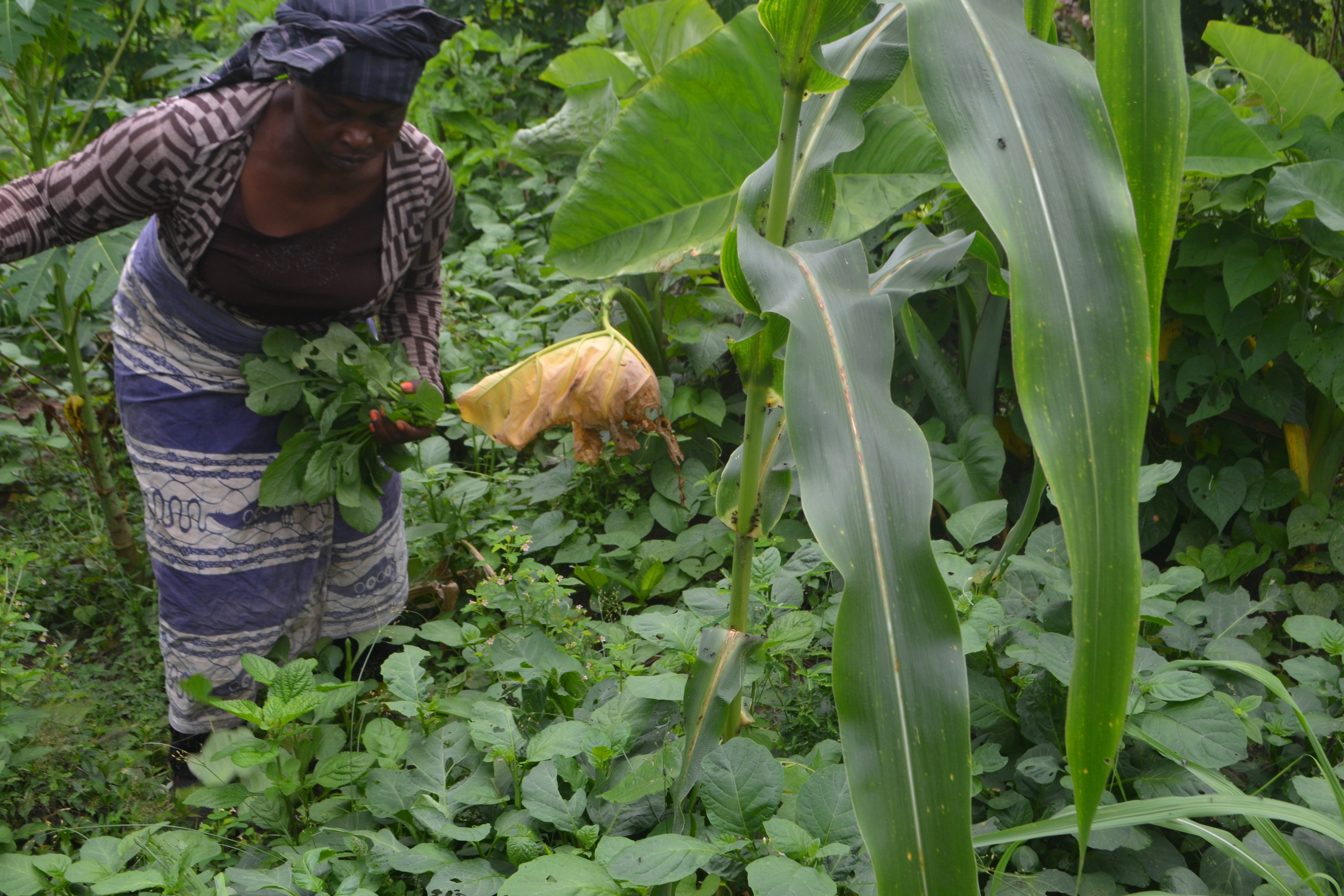
Una mujer agricultora cosecha vegetales en Camerún.

La agricultura es inherentemente sensible a las condiciones climáticas y es uno de los sectores más vulnerables a los riesgos e impactos del cambio climático global. La agricultura en la mayoría de los países africanos es principalmente a pequeña escala y de secano, lo que la hace particularmente vulnerable a la variabilidad y al cambio climático. Es probable que las alteraciones observadas y proyectadas en los patrones de precipitación debido al cambio climático acorten las temporadas de cultivo y afecten el rendimiento de los cultivos en muchas partes de África. Además, el sector agrícola en África está dominado por pequeños agricultores con acceso limitado a la tecnología y los recursos para adaptarse.
La variabilidad climática y el cambio climático han sido y siguen siendo la principal fuente de fluctuaciones en la producción mundial de alimentos en los países en desarrollo donde la producción depende en gran medida de las lluvias. El sector agrícola es sensible a la variabilidad climática, especialmente la variabilidad interanual de las precipitaciones, los patrones de temperatura y los fenómenos meteorológicos extremos (como sequías e inundaciones). Se prevé que estos eventos climáticos aumenten en el futuro y se espera que tengan consecuencias significativas para el sector agrícola. Esto tendría una influencia negativa en los precios de los alimentos, la seguridad alimentaria y las decisiones sobre el uso de la tierra. Los rendimientos de la agricultura de secano en algunos países africanos podrían reducirse hasta en un 50% para 2020. Para prevenir el impacto de la variabilidad climática en la producción de alimentos, es fundamental elaborar políticas que enfrenten la creciente variabilidad climática. Los países africanos deben crear un marco jurídico nacional para gestionar los recursos alimentarios de acuerdo con la variabilidad climática prevista y generar información local sobre las formas en que la variabilidad climática afecta a los diferentes cultivos. Por ejemplo, la invasión de langostas que afectó negativamente a la agricultura en África oriental en 2020 fue atribuida en parte al cambio climático. La temperatura más cálida y las lluvias más intensas provocaron un aumento anormal en el número de langostas.

#### Energía
Con el aumento en la demanda de energía, se debe abordar la seguridad energética porque es un componente crucial para el desarrollo sostenible. El cambio climático ha afectado a los sectores energéticos de África, ya que muchos países dependen de la generación hidroeléctrica. La disminución de los niveles de lluvia y las sequías han resultado en niveles más bajos de agua en las represas con impactos adversos en la generación de energía hidroeléctrica. Esto ha provocado una baja producción de energía eléctrica, un alto costo de la electricidad y cortes de energía o deslaves en algunos países africanos que dependen de la generación de energía hidroeléctrica. Las interrupciones en la generación de energía hidroeléctrica han afectado negativamente a varios sectores en países como Ghana, Uganda, Kenia y Tanzania.

### Impactos en la salud
Los países africanos tienen los sistemas de salud pública menos eficientes del mundo. La carga de enfermedades infecciosas como la malaria, la esquistosomiasis, el dengue y la meningitis, que son sensibles a los impactos climáticos, son más altas en la región del África subsahariana. Por ejemplo, más del 90 por ciento de los casos anuales de malaria en el mundo se encuentran en África. Los cambios en el clima afectarán la propagación de agentes infecciosos y alterarán la disposición de las personas a estas infecciones.
El cambio climático, que dará lugar a un aumento de las temperaturas, tormentas, sequías y aumento del nivel del mar, afectará la incidencia y distribución de enfermedades infecciosas en todo el mundo.

#### Malaria

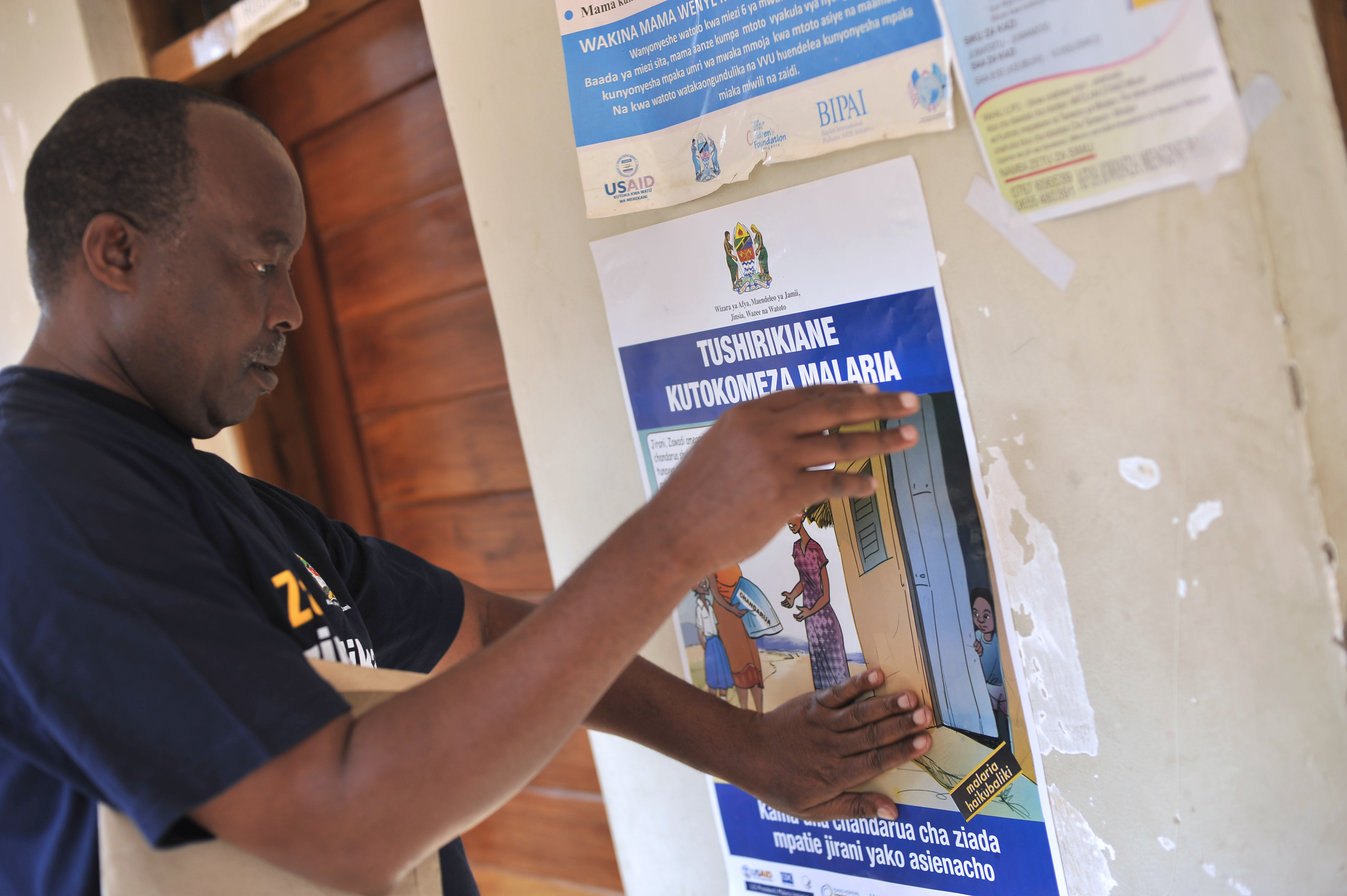
Un trabajador de la salud en Mwanza, Tanzania, coloca un afiche avisando a la población de la distribución de mosquiteros.

En África, la malaria sigue teniendo efectos dramáticos en la población. A medida que continúe el cambio climático, las áreas específicas que probablemente experimentarán la transmisión de alto riesgo de la malaria durante todo el año se trasladarán de la costa de África occidental a un área entre la República Democrática del Congo y Uganda, conocida como las Tierras Altas de África.
Las limitaciones científicas al examinar las cambiantes tasas de transmisión de la malaria en las tierras altas africanas son similares a las relacionadas con una comprensión más amplia del cambio climático y la malaria. Si bien el modelado con cambios de temperatura muestra que existe una relación entre un aumento de la temperatura y un aumento de la transmisión de la malaria, aún existen limitaciones para el análisis. Los cambios de población futuros que afectan la densidad de población, así como los cambios en el comportamiento de los mosquitos, pueden afectar las tasas de transmisión y son factores limitantes para determinar el riesgo futuro de brotes de malaria, que también afectan la planificación para la preparación correcta de la respuesta al brote.
Las tasas de transmisión de la malaria en las tierras altas africanas, los factores y la tasa de exposición resultantes de cambios ambientales drásticos como climas más cálidos, cambios en los patrones climáticos y aumentos en el impacto humano, como la deforestación, proporcionan las condiciones adecuadas para la transmisión de la malaria entre el portador y el huésped. Debido a esto, los vectores se adaptarán, prosperarán y se multiplicarán a un ritmo más rápido. Un aumento en la cantidad de vectores que transportan parásitos, microbios y patógenos que causan enfermedades se convertirá en un peligro para la salud de la población humana. Específicamente, la malaria es causada por los parásitos Plasmodium falciparum y Plasmodium vivax que son transportados por el mosquito vector Anopheles. Aunque el parásito Plasmodium vivax puede sobrevivir a temperaturas más bajas, el parásito Plasmodium falciparum solo sobrevivirá y se replicará en el mosquito cuando las temperaturas superan los 20 °C. El aumento de la humedad y la lluvia también contribuyen a la replicación y supervivencia de este agente infeccioso. El aumento de las temperaturas globales combinado con los cambios en el uso del suelo como resultado de la deforestación extrema creará hábitats ideales para que los mosquitos sobrevivan en las tierras altas africanas. Si la deforestación continúa al ritmo actual, habrá más tierra disponible para criaderos de mosquitos y la población de mosquitos aumentará rápidamente. El aumento de mosquitos aumentará así la posibilidad de proliferación de los parásitos Plasmodium falciparum y Plasmodium vivax.
La exposición a la malaria se convertirá en un mayor riesgo para los humanos a medida que aumente el número de mosquitos Anopheles hembras infectadas con el parásito Plasmodium falciparum o Plasmodium vivax. El mosquito transmitirá el parásito al huésped humano a través de una picadura, lo que resultará en una infección. Entonces, cuando un mosquito no infectado pica al huésped humano ahora infectado, el parásito se transmitirá a los mosquitos, que luego se convertirán en una exposición a otros huéspedes humanos no infectados. Las personas que están constantemente expuestas al parásito de la malaria debido a múltiples picaduras de mosquitos que portan el parásito tienen un mayor riesgo de morir. Los seres humanos infectados también pueden transmitir la enfermedad a seres humanos sanos o no infectados a través de sangre contaminada.

##### Efectos en la salud

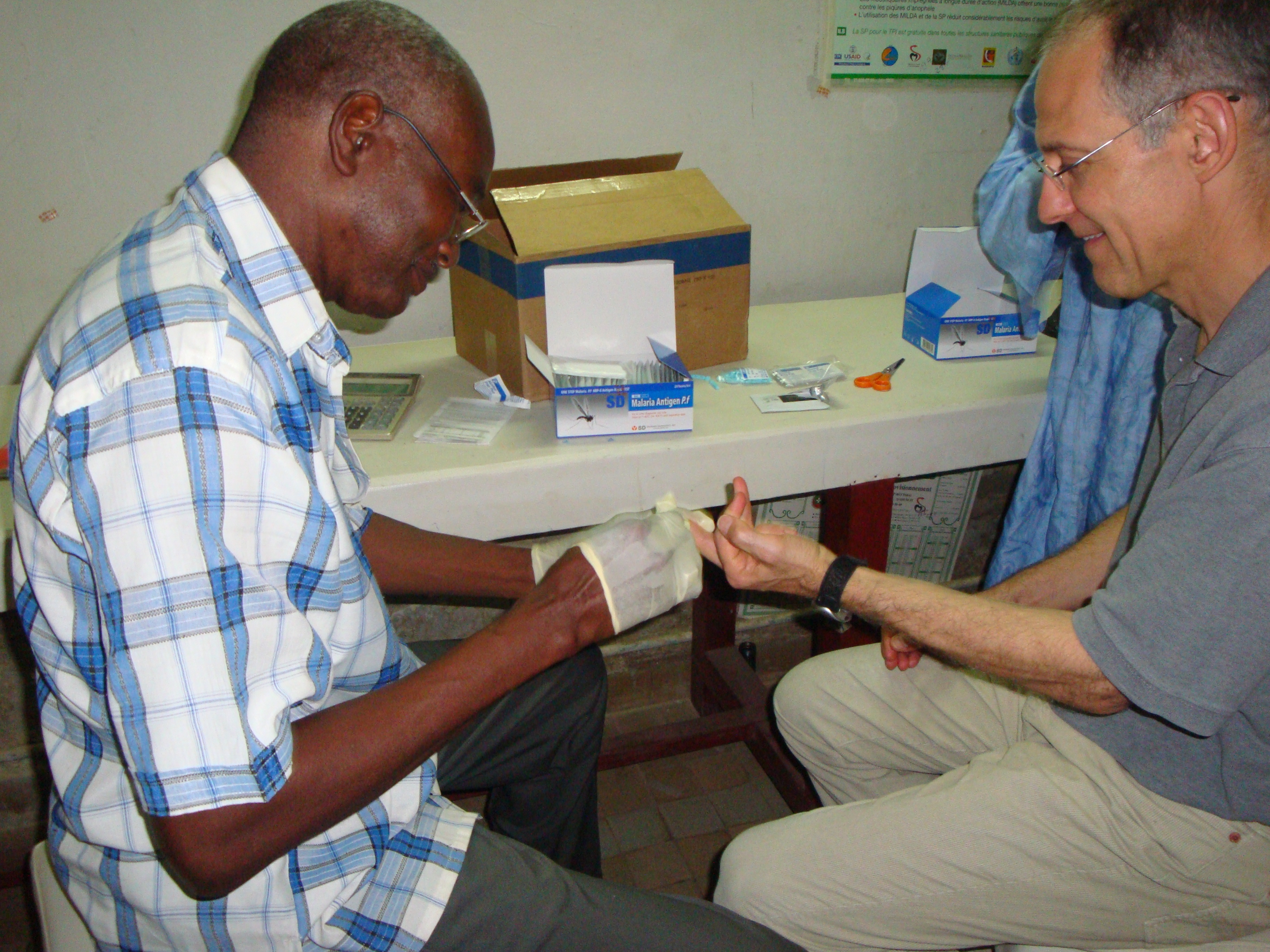
Un entómologo del Servicio de Control de Parásitos en Senegal realiza un test de diagnóstico rápido sobre un especialista en políticas públicas en salud de la Casa Blanca.

Los efectos en la salud causados por los cambios en las tasas de transmisión de la malaria en las tierras altas africanas tienen el potencial de ser graves. Las investigaciones han demostrado que los efectos del cambio climático en la salud afectarán a la mayoría de las poblaciones durante las próximas décadas. Sin embargo, África, y específicamente las tierras altas africanas, son susceptibles de verse particularmente afectadas negativamente. En 2010, el 91% de la carga mundial debida a las muertes por paludismo se produjo en África. Se han estudiado varios modelos espacio-temporales para evaluar el efecto potencial de los escenarios climáticos proyectados sobre la transmisión de la malaria en África. Un estudio realizado por Caminade et al. llegó a la conclusión de que los efectos más importantes del cambio climático se limitan a regiones específicas, incluidas las tierras altas africanas. Estos resultados son consistentes con estudios previos.
En última instancia, los estudios muestran un aumento general de la idoneidad climática para la transmisión de la malaria, lo que resulta en un aumento de la población en riesgo de contraer la enfermedad. Es de gran importancia el aumento del potencial epidémico en altitudes más elevadas (como las tierras altas africanas). El aumento de las temperaturas en estas áreas tiene el potencial de cambiar áreas normalmente no palúdicas a áreas con epidemias estacionales. En consecuencia, nuevas poblaciones estarán expuestas a la enfermedad, lo que resultará en la pérdida de años de vida saludables. Además, la carga de morbilidad puede ser más perjudicial para las áreas que carecen de la capacidad y los recursos para responder eficazmente a esos desafíos y tensiones.

##### Desafíos y soluciones
Los desafíos de controlar y posiblemente erradicar la malaria en las tierras altas africanas son muchos y variados. Muchas de las estrategias utilizadas para controlar la malaria no han cambiado, son pocas y rara vez se han agregado en los últimos 20 años.

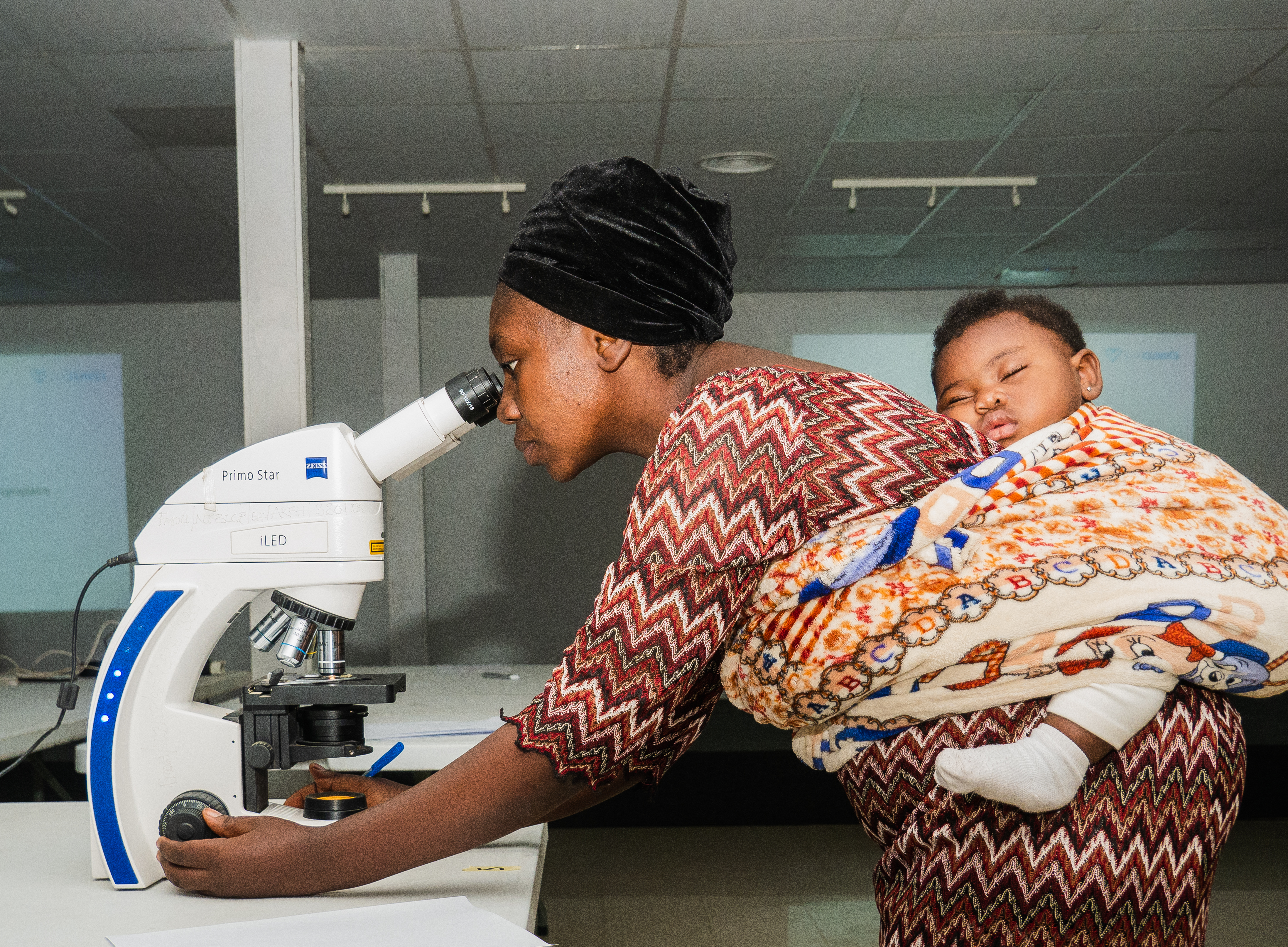
Una científica de un laboratorio participa con su bebé en un entrenamiento sobre microscopía de malaria en Nigeria.

Las formas de control más comunes son la educación del público y el control de vectores. La enorme área geográfica de los vectores Anopheles es posiblemente el mayor desafío al que se enfrenta el control de la malaria. Con un área tan grande para cubrir, es difícil usar insecticidas a un nivel continuo y efectivo. Esta forma de control es costosa y las áreas afectadas no pueden mantener el control. Sin un control sostenido, se observa un rápido resurgimiento de la transmisión del parásito. Otro desafío con los insecticidas es que el vector ahora se está volviendo resistente a los insecticidas. Debido al hecho de que los mosquitos tienen varias generaciones al año, la resistencia se ve muy rápidamente.
La educación también tiene sus limitaciones, ya que la población más afectada por la malaria son los niños, y el mensaje educativo es permanecer adentro durante el pico de actividad de los mosquitos. El bajo nivel socioeconómico de las personas que habitan las tierras altas africanas también es un desafío. Los establecimientos de salud locales tienen recursos limitados, y las malas condiciones de vida y la desnutrición exacerban los síntomas de la malaria y aumentan la probabilidad de muerte a causa de la malaria. A medida que el cambio climático desplaza las áreas geográficas de transmisión a las tierras altas africanas, el desafío será encontrar y controlar el vector en áreas que no lo han visto antes, y no desperdiciar recursos en áreas donde la temperatura ya no es propicia para el crecimiento de parásitos.
Las soluciones que pueden ayudar a controlar la malaria y posiblemente conducir a la erradicación son mucho menores en número que los desafíos, pero si son efectivas pueden realmente cambiar las áreas actualmente afectadas. Hay varios grupos que trabajan en una vacuna, algunos buscan controlar la transmisión del parásito al huésped o controlar la transmisión del ser humano al vector. Estas vacunas no son muy efectivas en la actualidad y pierden su efectividad con el tiempo, por lo que no son ideales. Sin embargo, el desarrollo sigue avanzando con la esperanza de encontrar una vacuna mejor, más eficaz y duradera. Una alternativa a las vacunas es la inmunoprofilaxis vectorizada (VIP) que es una forma de terapia génica. Esta terapia cambiará las células del huésped que secretan antígenos de varias etapas del parásito con la esperanza de desencadenar una respuesta inmune anamnésica en el receptor, prevenir la transmisión de enfermedades y parásitos.

##### Implicaciones para las políticas públicas
Las implicaciones políticas del cambio climático y las tasas de malaria en las tierras altas africanas también son vastas y, en última instancia, se dividen en dos categorías:
1. Promulgar políticas que reduzcan las emisiones de gases de efecto invernadero, frenando así el cambio climático, y
2. Adaptarse a y mitigar problemas que ya han surgido, y que inevitablemente continuarán desarrollándose, debido al cambio climático.[42]

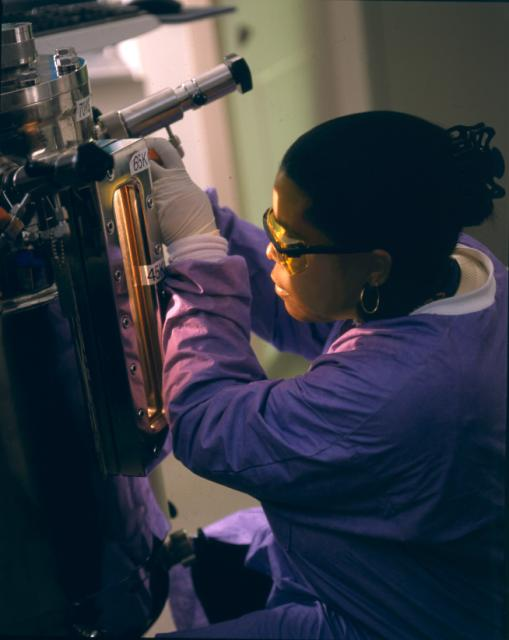
Una bióloga chequea un cultivo de Pichia pastoris, un medio que permite la expresión de un antígeno que el laboratorio del Instituto Nacional de Alergias y Enfermedades Infecciosas está evaluando para el posible desarrollo de una vacuna contra la malaria.

Abordar estas dos áreas es de gran importancia, ya que los países más pobres, incluidos los países que componen las tierras altas africanas, enfrentan la mayor carga. Además, cuando los países se ven obligados a hacer frente a una enfermedad como la malaria, sus perspectivas de crecimiento económico se reducen. Esto contribuye a que la desigualdad mundial continúe y empeore.
Cuando se analiza la mitigación, específicamente en lo que se refiere a la malaria en las tierras altas africanas, la investigación sigue siendo un componente importante. Esta investigación debe tomar muchas formas, incluidos los estudios de atribución, para ayudar a aclarar el grado en que las tasas de malaria se atribuyen al cambio climático; modelado de escenarios, que puede ayudar a comprender mejor las consecuencias futuras del cambio climático en las tasas de malaria; y exámenes de programas y técnicas de intervención, para mejorar la comprensión de cuáles son las respuestas adecuadas. La vigilancia y el seguimiento de la malaria en las poblaciones de las tierras altas africanas también serán importantes para comprender mejor la enfermedad.
Más allá de estas prioridades de investigación, también es importante que se promulguen políticas que aumenten significativamente las inversiones en salud pública en las tierras altas africanas. Esto logra dos objetivos, el primero es obtener mejores resultados relacionados con la malaria en el área afectada y el segundo es un mejor entorno de salud general para las poblaciones. También es importante centrarse en los "enfoques una salud". Esto significa colaborar a nivel interdisciplinario, a través de varias áreas geográficas, para encontrar soluciones viables.
Estas políticas se pueden ver en acción en el “Plan de acción de adaptación al cambio climático en África para el sector de la salud 2012-2016” de la Organización Mundial de la Salud. Este informe "tiene como objetivo proporcionar una respuesta coordinada integral y basada en evidencia del sector de la salud a las necesidades de adaptación al cambio climático de los países africanos a fin de apoyar los compromisos y prioridades de los gobiernos africanos". El plan de acción incluye objetivos como ampliar las actividades de salud pública, coordinar esfuerzos a escala internacional, fortalecer las alianzas y los esfuerzos de colaboración, y promover la investigación tanto sobre los efectos del cambio climático como sobre las medidas efectivas tomadas en las comunidades locales para mitigar las consecuencias del cambio climático.

## Adaptación
Para reducir los impactos del cambio climático en los países africanos, se requieren medidas de adaptación a múltiples escalas, que van desde el nivel local hasta el nacional y regional. La primera generación de proyectos de adaptación en África se puede caracterizar en gran medida como de naturaleza a pequeña escala, centrada en inversiones específicas en agricultura y difusión de tecnologías para apoyar la toma de decisiones adaptativas. Más recientemente, los esfuerzos de programación se han reorientado hacia esfuerzos más grandes y más coordinados, abordando problemas que abarcan múltiples sectores.
A nivel regional, las políticas y acciones regionales en apoyo de la adaptación en África están todavía en su infancia. El Quinto Informe de Evaluación (AR5) del IPCC destaca ejemplos de varios planes de acción regionales sobre el cambio climático, incluidos los desarrollados por la Comunidad de Desarrollo de África Meridional (SADC) y el Comité de la Cuenca del Lago Victoria. A nivel nacional, muchas iniciativas de adaptación temprana se coordinaron a través de Programas de Acción de Adaptación Nacional (NAPA) o Estrategias Nacionales de Respuesta al Cambio Climático (NCCRS). Sin embargo, la implementación ha sido lenta, con resultados mixtos. La integración del cambio climático con una planificación económica y de desarrollo más amplia sigue siendo limitada, aunque su integración viene en aumento.
A nivel subnacional, muchas autoridades provinciales y municipales también están desarrollando sus propias estrategias, por ejemplo, la Estrategia de Respuesta al Cambio Climático del Cabo Occidental. Sin embargo, los niveles de capacidad técnica y recursos disponibles para implementar planes son generalmente bajos. En toda África se ha prestado una atención considerable a la ejecución de proyectos de adaptación basados en la comunidad. Existe un amplio acuerdo en que el apoyo a la adaptación a nivel local se logra mejor comenzando con la capacidad de adaptación local existente y comprometiéndose con el conocimiento y las prácticas indígenas.
El IPCC destaca una serie de enfoques exitosos para promover la adaptación efectiva en África, destacando cinco principios comunes. Estos principios incluyen:
1. Mejorar el apoyo a las formas autónomas de adaptación;
2. mayor atención a las consideraciones culturales, éticas y de derechos de la adaptación (especialmente a través de la participación activa de mujeres, jóvenes y personas pobres y vulnerables en las actividades de adaptación);
3. combinar opciones blandas y enfoques de aprendizaje flexibles e iterativos con enfoques tecnológicos y de infraestructura (incluida la integración de conocimientos científicos, locales e indígenas en el desarrollo de estrategias de adaptación);
4. centrarse en mejorar la resiliencia e implementar opciones de adaptación que perduren; e
5. incorporar la gestión adaptativa y fomentar el proceso de aprendizaje social e institucional en actividades de adaptación.

### Medidas de adaptación en el norte de África
Las adaptaciones clave en el norte de África se relacionan con un mayor riesgo de escasez de agua (como resultado de una combinación de cambio climático que afecta la disponibilidad de agua y el aumento de la demanda). La disponibilidad reducida de agua, a su vez, interactúa con el aumento de las temperaturas para crear la necesidad de adaptación entre la producción de trigo de secano y el riesgo cambiante de enfermedades (por ejemplo, de leishmaniasis). La mayoría de las acciones gubernamentales para la adaptación se centran en el suministro de agua, por ejemplo a través de la desalinización, las transferencias entre cuencas y la construcción de represas. También se ha observado que la migración actúa como una adaptación para las personas y los hogares en el norte de África. Sin embargo, al igual que muchas regiones, los ejemplos de acciones de adaptación (a diferencia de las intenciones de actuar o las evaluaciones de vulnerabilidad) del norte de África son limitados: una revisión sistemática publicada en 2011 mostró que solo 1 de los 87 ejemplos de adaptaciones informadas provino del norte de África.

### Medidas de adaptación de África occidental
La disponibilidad de agua es un riesgo particular en África Occidental, con eventos extremos como la sequía que conducen a crisis humanitarias asociadas con hambrunas periódicas, inseguridad alimentaria, desplazamiento de la población, migración y conflictos e inseguridad. Las estrategias de adaptación pueden ser ambientales, culturales / agronómicas y económicas.
Las estrategias de adaptación son evidentes en el sector agrícola, algunas de las cuales son desarrolladas o promovidas por investigaciones formales o estaciones experimentales. Las adaptaciones agrícolas indígenas observadas en el norte de Ghana están relacionadas con los cultivos, el suelo o involucran prácticas culturales. Las adaptaciones agrícolas basadas en el ganado incluyen estrategias indígenas como ajustar las cantidades de alimento para alimentar al ganado, almacenar suficiente alimento durante el período abundante para alimentar al ganado durante la temporada de escasez, tratar heridas con solución de ciertas cortezas de árboles y mantener las razas locales que ya están adaptados al clima del norte de Ghana; y tecnologías de producción ganadera para incluir cría, salud, alimentación / nutrición y vivienda.
La elección y adopción de estrategias de adaptación depende de diversos factores demográficos como el tamaño del hogar, la edad, el género y la educación del jefe de hogar; factores económicos como la fuente de ingresos; tamaño de la granja; conocimiento de las opciones de adaptación; y expectativa de perspectivas futuras.

### Medidas de adaptación de África oriental
En África oriental, las opciones de adaptación son variadas, incluida la mejora del uso de la información climática, las acciones en el sector agrícola y ganadero y en el sector del agua.

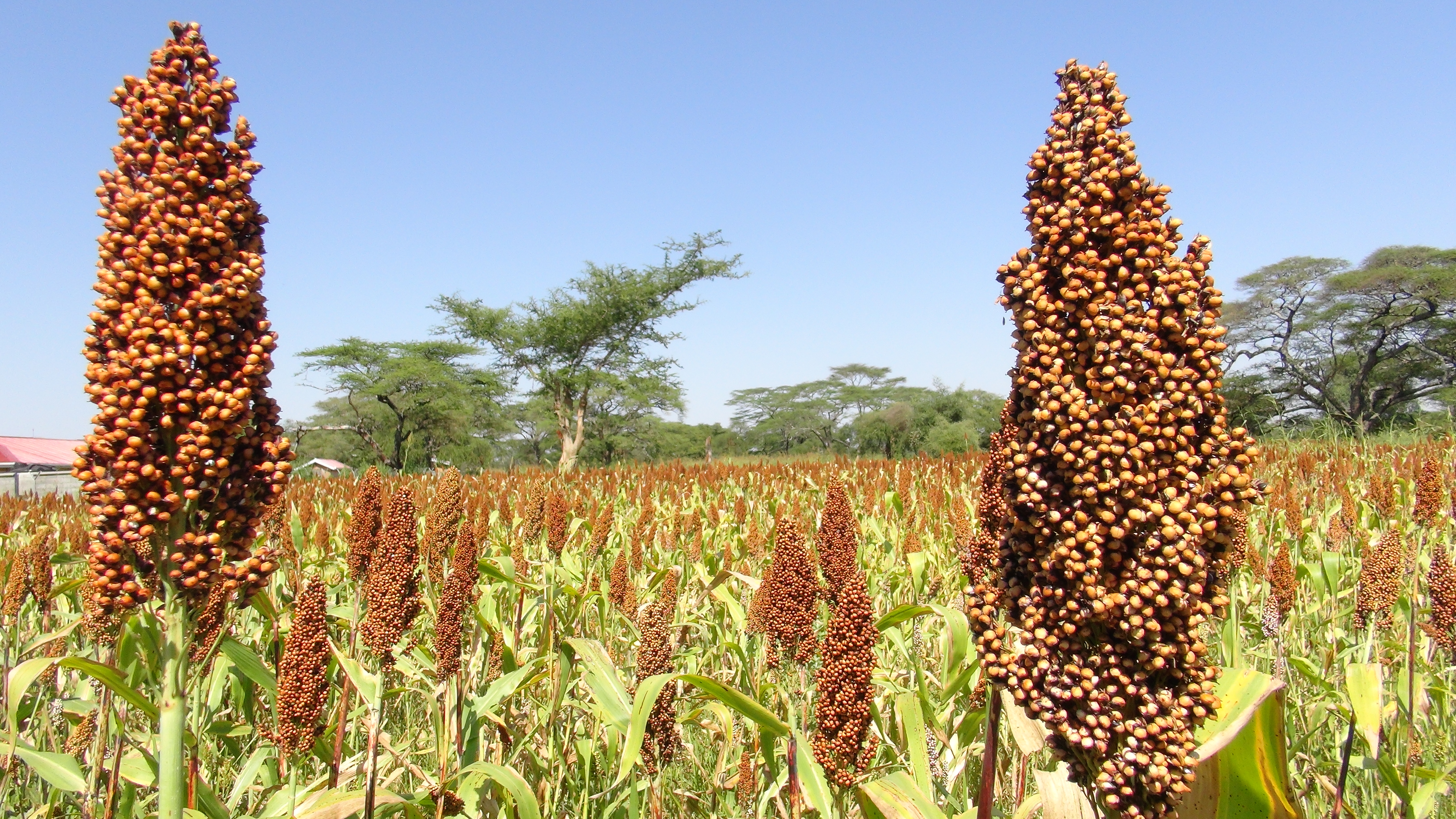
Promoción de cultivos resistentes a la sequía en Uganda.

Hacer un mejor uso de los datos climáticos y meteorológicos, los pronósticos meteorológicos y otras herramientas de gestión permite la información oportuna y la preparación de las personas en sectores como la agricultura que dependen de los resultados meteorológicos. Esto significa dominar la información hidrometeorológica y los sistemas de alerta temprana. Se ha argumentado que las comunidades indígenas poseen conocimientos sobre los cambios climáticos históricos a través de signos ambientales (por ejemplo, aparición y migración de ciertas aves, mariposas, etc.), por lo que la promoción del conocimiento indígena se ha considerado una importante estrategia de adaptación.
La adaptación en el sector agrícola incluye un mayor uso de estiércol y fertilizantes específicos para cultivos, el uso de variedades resistentes de cultivos y cultivos de maduración temprana. Se cree que el estiércol, y especialmente el estiércol animal, retiene agua y tiene microbios esenciales que descomponen los nutrientes y los ponen a disposición de las plantas, en comparación con los fertilizantes sintéticos que tienen compuestos que cuando se liberan al medio ambiente liberan también gases de efecto invernadero. Una de las principales vulnerabilidades del sector agrícola en África oriental es la dependencia de la agricultura de secano. Una solución de adaptación son los mecanismos de riego eficientes y el almacenamiento y uso eficiente del agua. El riego por goteo se ha identificado especialmente como una opción de uso eficiente del agua, ya que dirige el agua a la raíz de la planta con un desperdicio mínimo. Países como Ruanda y Kenia han priorizado el desarrollo de áreas irrigadas por sistemas de agua mediante arroyos y ríos perennes en zonas vulnerables a sequías prolongadas. Durante las lluvias fuertes, muchas áreas experimentan inundaciones como resultado de terrenos sin cubierta vegetal debido a la deforestación. Las estrategias de adaptación propuestas para esto promueven esfuerzos de conservación y protección de la tierra, mediante la plantación de árboles autóctonos, la protección de las áreas de captación de agua y la gestión de las tierras de pastoreo mediante la zonificación.
Para el sector ganadero, las opciones de adaptación incluyen la gestión de la producción mediante la gestión sostenible de la tierra y los pastos en los ecosistemas. Esto incluye promover métodos de producción de heno y forraje, por ejemplo, mediante el riego y el uso de aguas residuales tratadas, y centrarse en invertir en almacenamiento de heno para su uso durante las estaciones secas. La cría de ganado se considera un medio de vida más que una actividad económica. En todos los países de África oriental, especialmente en las regiones de ASAL, se argumenta que promover la comercialización del ganado es una opción de adaptación. Esto implica adoptar modelos económicos en la producción de alimentos para el ganado, la trazabilidad de los animales, promover la demanda de productos pecuarios como la carne, la leche y el cuero y vincularlos a nichos de mercado para mejorar los negocios y proporcionar ingresos.
En el sector del agua, las opciones incluyen el uso eficiente del agua para los hogares, los animales y el consumo industrial y la protección de las fuentes de agua. Se han llevado a cabo campañas como la plantación de árboles autóctonos y el control de las actividades humanas cerca de las cuencas hidrográficas, especialmente la agricultura y los asentamientos de vivienda, para ayudar a proteger los recursos hídricos y facilitar el acceso al agua para las comunidades, especialmente durante las crisis climáticas.
Comoras, su estrategia de adaptación está guiada por el "Documento de estrategia de lucha contra la pobreza" (DELP),  que incluye entre sus prioridades de adaptación la agricultura, la pesca, el agua, la vivienda y la salud. También incluye el turismo, con planes para la reconstitución de los suelos cercanos a las cuencas hidrográficas y la lucha contra la erosión de los suelos y la protección de los arrecifes, limitando la sedimentación por aportes de tierra.
Kenia publicó la Ley de Cambio Climático de 2016 que establece una autoridad para supervisar el desarrollo, la gestión, la implementación y la regulación de los mecanismos para mejorar la resiliencia al cambio climático y el desarrollo bajo en carbono para el desarrollo sostenible, por parte de los gobiernos nacionales y de los condados, el sector privado, la sociedad civil, y otros actores. Kenia también ha desarrollado el Plan de acción nacional sobre el cambio climático (NCCAP 2018-2022, por sus siglas en inglés) que tiene como objetivo promover los objetivos de desarrollo del país al proporcionar mecanismos y medidas para lograr un desarrollo resiliente al clima con bajas emisiones de carbono de una manera que priorice la adaptación.

### Medidas de adaptación de África central
En Angola existen los Programas de Acción Nacionales de cuyo objetivo es "identificar y comunicar las necesidades urgentes e inmediatas del país con respecto a la adaptación al cambio climático, aumentar la resiliencia a las variabilidades climáticas y al cambio climático".

### Medidas de adaptación de África meridional
Ha habido varias iniciativas a escala local, nacional y regional destinadas a fortalecer los sistemas de respuesta frente al cambio climático. Algunos de estos programas son: El Programa Regional de Cambio Climático (RCCP), SASSCAL, ASSAR, Adaptación al Cambio Climático del PNUD, RESILIM, FRACTAL. Sudáfrica implementó el Programa emblemático de investigación sobre escenarios de adaptación a largo plazo (LTAS) desde abril de 2012 hasta junio de 2014. Esta investigación también produjo hojas informativas y un informe técnico sobre la región de África meridional titulado "Adaptación al cambio climático: perspectivas para la Comunidad de Desarrollo del África Meridional (SADC)".
En Madagascar, los sectores prioritarios para la adaptación son la agricultura y ganadería, silvicultura, salud pública, recursos hídricos y zonas costeras.
En Malaui, el Plan Nacional de Adaptación identifica las siguientes actividades de alta prioridad para la adaptación: "Mejorar la resiliencia de la comunidad al cambio climático mediante el desarrollo de medios de vida rurales sostenibles, Restaurar bosques en las cuencas de captación de los valles superior e inferior de Shire para reducir la sedimentación y los problemas de flujo de agua asociados, Mejorar la producción agrícola con patrones de lluvias irregulares y condiciones climáticas cambiantes, mejora de la preparación de Malawi para hacer frente a sequías e inundaciones, y mejora de la vigilancia del clima para mejorar la capacidad de alerta temprana de Malawi y la toma de decisiones y la utilización sostenible de los recursos del lago Malawi y de las zonas costeras."
En Mauricio, la adaptación debe abordar las siguientes áreas prioritarias: recursos costeros, agricultura, recursos hídricos, pesca, salud y bienestar, cambios de uso de la tierra y silvicultura y biodiversidad.
En Mozambique "Las iniciativas de adaptación propuestas se dirigen a diversas áreas de desarrollo económico y social, y describen proyectos relacionados con la reducción de los impactos de los desastres naturales, la creación de medidas de adaptación al cambio climático, la lucha contra la erosión del suelo en áreas de alta desertificación y zonas costeras, reforestación y gestión de recursos hídricos."
Ruanda ha desarrollado el Programa de Acción Nacional de Adaptación que contiene información para orientar a los encargados de formular políticas y planificadores nacionales sobre vulnerabilidades y adaptaciones prioritarias en sectores económicos importantes. El país también ha desarrollado políticas sectoriales de adaptación al cambio climático como la Visión 2020, la Política Nacional Ambiental y la Política Agrícola entre otras.
Tanzania ha descrito medidas de adaptación prioritarias en su plan nacional de adaptación, y varias estrategias sectoriales nacionales y resultados de investigación. El Plan Nacional de Adaptación ha tenido éxito en alentar la incorporación del cambio climático en las políticas sectoriales en Tanzania; sin embargo, la colaboración intersectorial crucial para implementar estrategias de adaptación sigue siendo limitada debido a desafíos institucionales tales como desequilibrios de poder, restricciones presupuestarias y un enfoque sectorial arraigado. La mayoría de los proyectos en Tanzania se refieren a la agricultura y la gestión de los recursos hídricos (riego, ahorro de agua, recolección de agua de lluvia); sin embargo, la energía y el turismo también juegan un papel importante.
En Zambia, el plan nacional de adaptación "identifica 39 necesidades urgentes de adaptación y 10 áreas prioritarias dentro de los sectores de agricultura y seguridad alimentaria (ganadería, pesca y cultivos), energía y agua, salud humana, recursos naturales y vida silvestre."
En Zimbabue, "Las otras intervenciones estratégicas del proceso del plan nacional de adaptación serán: Fortalecer el papel del sector privado en la planificación de la adaptación, Mejorar la capacidad del gobierno para desarrollar proyectos financiables mediante capacitaciones, Mejorar la gestión de la información climática de antecedentes para fundamentar la planificación del cambio climático, Elaboración una estrategia proactiva de movilización de recursos para identificar y solicitar financiamiento climático internacional, ya que las solicitudes de fondos son principalmente reactivas en la actualidad, centrándose en el socorro de emergencia en lugar de la reducción del riesgo del cambio climático, la preparación y la adaptación, Desarrollo de una política coordinada de monitoreo y evaluación para programas y proyectos, ya que muchas instituciones dentro del gobierno no tienen actualmente un enfoque sistemático de monitoreo y evaluación."
En Lesoto, "los objetivos clave del proceso del plan nacional de adaptación implican: la identificación de las comunidades y los medios de subsistencia más vulnerables al cambio climático, la generación de una lista de actividades que constituirían un núcleo del programa de acción nacional de adaptación y la comunicación de las necesidades inmediatas y urgentes del país y prioridades para desarrollar la capacidad de adaptación al cambio climático."
En Namibia, los temas críticos para la adaptación son "Seguridad alimentaria y base de recursos biológicos sostenibles, Base de recursos hídricos sostenibles, Salud y bienestar humanos y Desarrollo de infraestructura."
En Sudáfrica, "La Estrategia Nacional de Adaptación actúa como un punto de referencia común para los esfuerzos de adaptación al cambio climático en Sudáfrica y proporciona una plataforma sobre la cual se pueden articular los objetivos nacionales de adaptación al cambio climático para el país a fin de brindar una orientación general a todos los sectores de la economía."

## Diferencias regionales

### África central
África central, en su mayor parte, no tiene salida al mar y está amenazada geográficamente por el cambio climático. Debido a su alta variabilidad climática y la agricultura de secano, se espera que África central experimente olas de calor más prolongadas y frecuentes, así como un aumento de los extremos húmedos. La temperatura media global en esta región aumentará en 1,5 °C hasta 2 °C.
La capacidad de absorción de dióxido de carbono de los bosques de la cuenca del Congo ha disminuido. Esta disminución se ha producido debido al aumento del calor y la sequía que provocan una disminución del crecimiento de los árboles. Esto sugiere que incluso los bosques sin talar se ven afectados por el cambio climático. Un estudio publicado en Nature indica que para el 2030, la jungla africana absorberá un 14 por ciento menos de dióxido de carbono que entre 2005 y 2010, y no absorberá nada para el 2035.

### África oriental
Situada casi en su totalidad en los trópicos, las precipitaciones en África oriental están dominadas por la migración estacional de la banda de lluvias tropicales. África oriental se caracteriza por una alta variabilidad de precipitaciones espacio-temporales, ya que se extiende por más de 30 grados de latitud (a través del ecuador). Tiene influencias de los océanos Índico y Atlántico, y tiene características orográficas importantes (tierras altas), así como cuerpos de agua continentales como el lago Victoria. Por lo tanto, la estacionalidad de las lluvias varía desde una única estación de lluvias por año en julio-agosto en partes del noroeste (incluidos Etiopía y Sudán del Sur, que están meteorológicamente más conectados con África Occidental, con el monzón de África Occidental trayendo las lluvias) a una sola temporada de lluvias por diciembre - febrero en el sur (sobre Tanzania), con muchas áreas cercanas al ecuador que tienen dos estaciones lluviosas por año, aproximadamente en marzo-mayo (las "lluvias largas") y octubre a diciembre (las “lluvias cortas”). La variabilidad a escala local en la estacionalidad de las lluvias a menudo está relacionada con la orografía y los lagos. La variabilidad interanual puede ser grande y los controles conocidos incluyen variaciones en las temperaturas de la superficie del mar (TSM) de diferentes cuencas oceánicas, modos de variabilidad atmosférica a gran escala como la Oscilación de Madden y Julian (MJO) y los ciclones tropicales. Las lluvias largas son la principal temporada de cultivo de la región. La previsibilidad interanual de esta temporada es baja en comparación con las lluvias cortas, y la sequía reciente contrasta con las proyecciones climáticas de un futuro más húmedo (la “paradoja climática de África oriental”).
África oriental ha sido testigo de sequías frecuentes y graves en las últimas décadas, así como de inundaciones devastadoras. Las tendencias en las precipitaciones desde la década de 1980 muestran una disminución general en las lluvias estacionales de marzo a mayo con un ligero aumento durante las lluvias de junio a septiembre y de octubre a diciembre, aunque parece haber habido una reciente recuperación en las lluvias de marzo a mayo.  En el futuro, se prevé que tanto la lluvia como la temperatura cambien en África oriental. Estudios recientes sobre proyecciones climáticas sugieren que la temperatura promedio podría aumentar en aproximadamente 2-3 °C a mediados de siglo y 2-5 °C a finales de siglo. Esto dependerá de los escenarios de emisión, así como de la respuesta del clima real en comparación con el rango de posibles resultados que muestran los modelos. Las proyecciones del modelo climático tienden a mostrar un aumento en las precipitaciones, particularmente durante la temporada de octubre a diciembre, que también se prevé que ocurra más tarde. Este retraso en la corta temporada de lluvias se ha relacionado con la profundización del fenómeno de depresión térmica del Sahara. Sin embargo, debe tenerse en cuenta que algunos modelos predicen una disminución de las precipitaciones, y para algunas regiones y estaciones, se ha demostrado que los mayores aumentos de precipitaciones previstos implican mecanismos inverosímiles debido a errores sistemáticos en los modelos. Además, los cambios de aerosoles provocan un cambio en las precipitaciones que no se refleja en muchas evaluaciones de las proyecciones climáticas.
El contraste de la tendencia a la sequía de las lluvias de marzo a mayo (las lluvias prolongadas) en el África oriental ecuatorial, con la mayoría de los modelos que predicen un humedecimiento en el futuro, se ha denominado la "paradoja del cambio climático en África oriental", dado que ha habido cierta recuperación reciente en las precipitaciones. Los estudios han demostrado que es poco probable que la tendencia a la sequía sea puramente natural, pero que puede estar impulsada por factores como los aerosoles en lugar de los gases de efecto invernadero, por lo que se necesitan más investigaciones. Se ha demostrado que la sequía fue causado por una temporada de lluvias más corta y relacionado con la profundización de la depresión térmica árabe.
De acuerdo con la incertidumbre en las proyecciones de lluvia, los cambios en el inicio de las estaciones lluviosas son inciertos en el este de África ecuatorial, aunque muchos modelos predicen lluvias cortas tardías y más húmedas. Se sabe que el dipolo del océano Índico proporciona un fuerte control de la variabilidad interanual en las lluvias cortas, y los estudios muestran que los extremos del dipolo pueden aumentar con el cambio climático.
A nivel mundial, se espera que el cambio climático conduzca a la intensificación de las lluvias, ya que las lluvias extremas aumentan a un ritmo más rápido con el calentamiento que la precipitación total. Trabajos recientes muestran que en África se espera que los modelos globales subestimen la tasa de cambio de esta intensificación de la lluvia, y los cambios en los extremos de lluvia pueden ser mucho más generalizados que los pronosticados por los modelos globales.
Las partes meridionales de África oriental reciben la mayor parte de sus precipitaciones en una sola temporada de lluvias durante el invierno del hemisferio sur: se prevé que las precipitaciones estacionales en Tanzania aumenten con el cambio climático futuro, aunque existe incertidumbre. Más al sur, sobre Mozambique, se proyecta una temporada más corta debido a un inicio tardío debido al cambio climático futuro, nuevamente con cierta incertidumbre.

### África del norte
El cambio climático en el Medio Oriente y África del Norte (MENA) se refiere a los cambios en el clima de la región MENA y las subsiguientes estrategias de respuesta, adaptación y mitigación de los países de la región. En 2018, la región MENA emitió 3200 millones de toneladas de dióxido de carbono y produjo el 8.7% de las emisiones de gases de efecto invernadero (GEI) a pesar de representar solo el 6% de la población mundial. Estas emisiones provienen principalmente del sector energético, un componente integral de muchas economías del Medio Oriente y África del Norte debido a las extensas reservas de petróleo y gas natural que se encuentran dentro de la región.
Reconocido por las Naciones Unidas, el Banco Mundial y la Organización Mundial de la Salud como uno de los mayores retos globales del siglo XXI, el cambio climático está teniendo un efecto sin precedentes en los sistemas naturales de la Tierra. Los cambios bruscos de la temperatura global y del nivel del mar, los cambios en los patrones de precipitación y el aumento de la frecuencia de los fenómenos meteorológicos extremos son algunos de los principales impactos del cambio climático identificados por el Grupo Intergubernamental de Expertos sobre el Cambio Climático (GIECC). La región del Medio Oriente y Norte de África es especialmente vulnerable a estos impactos debido a su entorno árido y semiárido, que se enfrenta a problemas climáticos como la escasez de precipitaciones, las altas temperaturas y la sequedad del suelo. El GIECC prevé que las condiciones climáticas que propician estos retos para MENA empeoren a lo largo del siglo XXI. Si no se reducen significativamente las emisiones de gases de efecto invernadero, parte de la región de MENA corre el riesgo de volverse inhabitable antes del año 2100.

### África occidental y el Sahel
La región de África Occidental se puede dividir en cuatro subregiones climáticas, a saber, la costa de Guinea, Soudano-Sahel, Sahel (que se extiende hacia el este hasta la frontera con Etiopía) y el Sahara, cada una con diferentes condiciones climáticas. El ciclo estacional de lluvias es impulsado principalmente por el movimiento sur-norte de la Zona de Convergencia Intertropical, que se caracteriza por la confluencia entre los vientos monzónicos húmedos del suroeste y el harmatán seco del noreste.
Sobre la base de la variabilidad interanual de las precipitaciones, se han observado tres períodos climáticos principales en el Sahel: el período húmedo desde 1950 hasta principios de la década de 1960, seguido de un período seco desde 1972 hasta 1990 y luego el período desde 1991 en adelante, que ha experimentado una disminución parcial en la recuperación de lluvias. Durante el período seco, el Sahel experimentó una serie de sequías particularmente graves, con efectos devastadores. Las últimas décadas también han sido testigos de un incremento moderado de las precipitaciones anuales desde principios de los noventa. Sin embargo, la precipitación anual total permanece significativamente por debajo de la observada durante la década de 1950.
Algunos autores han identificado las últimas dos décadas como un período de recuperación. Otros se refieren a esto como un período de 'intensificación hidrológica' con gran parte del aumento anual de precipitaciones proveniente de eventos de lluvia más severos y, a veces, inundaciones en lugar de lluvias más frecuentes. De manera similar, otros trabajos de investigación subrayan la continuidad de la sequía a pesar de que la lluvia ha aumentado. Desde 1985, el 54% de la población se ha visto afectada por cinco o más inundaciones en los 17 países de la región del Sahel. En 2012, se informó de graves condiciones de sequía en el Sahel. Los gobiernos de la región respondieron rápidamente y lanzaron estrategias para abordar el problema.
Se prevé que la región experimente cambios en el régimen de lluvias, y los modelos climáticos sugieren que es más probable que disminuyan las lluvias en la estación húmeda en el Sahel occidental y que aumenten más en el Sahel central al este, aunque aún no se pueden descartar tendencias opuestas. Estas tendencias afectarán la frecuencia y la gravedad de las inundaciones, las sequías, la desertificación, las tormentas de arena y polvo, las plagas de langostas del desierto y la escasez de agua.
Sin embargo, independientemente de los cambios en la lluvia media estacional, se espera que las tormentas más intensas se vuelvan más intensas, amplificando la frecuencia de las inundaciones. El aumento de las emisiones de carbono y el calentamiento global también pueden conducir a un aumento de los períodos de sequía, especialmente en la costa de Guinea, asociados con una reducción de los períodos de lluvia por debajo del nivel de calentamiento global de 1,5 °C y 2 °C.
El 15% de la población de la región del Sahel también ha experimentado un aumento de temperatura de más de 1 °C desde 1970 hasta 2010. La región del Sahel, en particular, experimentará temperaturas promedio más altas en el transcurso del siglo XXI y cambios en los patrones de lluvia, según el Panel Intergubernamental sobre Cambio Climático (IPCC).

## Cambio climático por país
- Cambio climático en Argelia
- Cambio climático en Ghana
- Cambio climático en Madagascar
- Cambio climático en Malawi
- Cambio climático en Marruecos
- Cambio climático en Nigeria
- Cambio climático en Senegal
- Cambio climático en Sudáfrica